# Always in Trouble
Always in Trouble é uma comédia cinematográfica estadunidense de 1938 dirigida por Joseph Santley e escrita por Robert Chapin e Karen DeWolf. A comédia é estrelada por Jane Withers, Jean Rogers, Arthur Treacher, Robert Kellard, Eddie Collins e Andrew Tombes. A comédia foi lançada em 28 de outubro de 1938 pela 20th Century Fox.

## Enredo
Geraldine “Jerry” Darlington sentiu-se mais feliz antes de seu pai JC ficar rico no negócio de petróleo e mudar a família para a Flórida. Ela está irritada por seu pai não trabalhar mais e sua linda irmã Virginia ser perseguida por homens mais interessados em seu dinheiro.
Um humilde funcionário do escritório de seu pai, Pete Graham, é persuadido por Jerry a dirigir o barco da família. Ele acidentalmente encalha o navio e acaba sendo falsamente suspeito de deixar J.C. inconsciente e sequestrar os Darlingtons por resgate. Jerry se diverte a princípio por não apoiar a história de Pete, mas quando bandidos de verdade se envolvem, Pete consegue limpar seu nome e convencer Virginia de que é sincero sobre sua atração por ela.